# 第76回国民体育大会
第76回国民体育大会（だい76かいこくみんたいいくたいかい）は2021年（令和3年）に開催が予定されていた国民体育大会。
このうち2月に秋田県で開催が予定されていた冬季大会スキー競技会と、9月〜10月に三重県で開催が予定されていた本大会（愛称「三重とこわか国体」）は、新型コロナウイルス感染拡大の影響を受けて中止された。
本大会の閉会後には第21回全国障害者スポーツ大会「三重とこわか大会」の開催も予定されていたが、これも中止された。
以上のことから、三重県は国体・全国障害者スポーツ大会を両方とも返上する史上初のケースとなった。

## 冬季大会
第76回国民体育大会冬季大会 は、同年1月〜2月に愛知県・岐阜県・秋田県の3県で分離開催が予定されていた。愛称は愛知県開催分が「夢!きらリンク愛知国体」、岐阜県開催分が「ぎふクリスタル国体2021」。秋田県開催分が「美の国あきた鹿角国体」。このうち、秋田県開催分であるスキー競技会が前述のとおり開催中止となり、愛知・岐阜両県開催分であるスケート競技会ならびにアイスホッケー競技会のみが開催された。

### スケート競技会・アイスホッケー競技会
第76回国民体育大会冬季大会スケート競技会・アイスホッケー競技会は、2021年1月27日～31日まで愛知県名古屋市・豊橋市・長久手市および岐阜県恵那市で開催された。

#### 夢!きらリンク愛知国体
愛知県では2021年（令和3年）1月に冬季大会スケート競技会（ショートトラック・フィギュア）と国民体育大会冬季大会アイスホッケー競技会が開催された。テーマは「夢!きらリンク愛知国体」、スローガンは「氷上で　繋（つな）がる心　輝く未来」。愛知県での開催は、2012年（平成24年）の第67回大会（ゆめリンク愛知国体）以来、9年ぶり2度目となる。日程は1月27日から31日。新型コロナウイルスの緊急事態宣言下での開催となり、無観客で行われ、11県が参加を棄権した。
| 競技名         | 競技名           | 競技名   | 会場地                          | 会場                            |
| -------------- | ---------------- | -------- | ------------------------------- | ------------------------------- |
| スケート       | ショートトラック |          | 名古屋市                        | 日本ガイシアリーナ アイスリンク |
| スケート       | フィギュア       |          | 名古屋市                        | 日本ガイシアリーナ アイスリンク |
| アイスホッケー | アイスホッケー   |          | 豊橋市                          | アクアリーナ豊橋 アイスアリーナ |
| アイスホッケー | アイスホッケー   | 長久手市 | モリコロパーク アイススケート場 |                                 |

#### ぎふクリスタル国体2021
岐阜県では2021年（令和3年）1月に冬季大会スケート競技会スピードスケートが開催された。岐阜県での開催は、2012年（平成24年）の第67回大会（ぎふ清流国体）以来、9年ぶり4度目となる。会場は恵那市の岐阜県クリスタルパーク恵那スケート場となる。2019年（令和元年）9月に愛称・スローガンの公募が締め切られ、2020年（令和2年）1月にテーマが「ぎふクリスタル国体2021」スローガンが「銀嶺にきらめく夢は無限大」に決定したと発表された。日程は愛知国体と同じく1月27日から31日。

### スキー競技会
第76回国民体育大会冬季大会スキー競技会は、2021年2月18日～21日まで秋田県鹿角市で開催が予定されていた。テーマは「美の国あきた鹿角国体」、スローガンは「伝えよう感動　繋げよう絆」。会場は花輪スキー場。鹿角市での開催は、2013年（平成25年）の第68回大会（あきた鹿角国体2013）以来、8年ぶり6度目となる予定であった。しかし、秋田県の佐竹敬久知事が新型コロナウイルス感染拡大の影響を受け主催者などに中止を要請。2021年2月1日の日本スポーツ協会 (JSPO) 国体委員会で中止が決定した。

なお、この時点でJSPOはすでに次の第77回大会のスキー競技会の開催も秋田県に要請しており、本大会が中止されなければ2022年（令和4年）2月17日から20日に開催された第77回国民体育大会冬季大会スキー競技会と合わせ2年連続での開催となっていた。

#### 実施予定競技・会場一覧
| 競技名 | 競技名                         | 競技名 | 会場地 | 会場         |
| ------ | ------------------------------ | ------ | ------ | ------------ |
| スキー | ジャイアントスラローム（詳細） |        | 鹿角市 | 花輪スキー場 |
| スキー | スペシャルジャンプ（詳細）     | \|     | 鹿角市 | 花輪スキー場 |
| スキー | コンバインド（詳細）           | \|     | 鹿角市 | 花輪スキー場 |
| スキー | クロスカントリー（詳細）       |        | 鹿角市 | 花輪スキー場 |

## 本大会
本大会は2021年（令和3年）9月25日から10月5日まで三重県で開催が予定されていた。三重県での本大会の開催は1975年（昭和50年）の第30回大会以来46年ぶり2度目となるはずであった。2014年（平成26年）時点で三重県での開催が内々定しており、8月31日に四日市都ホテルで第76回国民体育大会三重県準備委員会設立総会が開催された。2016年（平成28年）7月20日に内定し、[
2018年（平成30年）7月19日に正式決定した。なお、2020年の新型コロナウイルス感染拡大の影響を受けて、同年鹿児島県で開催予定だった第75回国民体育大会（燃ゆる感動かごしま国体）が延期されたが、鹿児島県での国体は2023年に開催されることが決まっており、本大会は予定どおり2021年の開催となる予定であった。
愛称は「三重とこわか国体」、スローガンは「ときめいて人 輝いて未来」、大会マスコットは「とこまる」。イメージソングは、奥野和憲の作詞・作曲、牧戸太郎の編曲、野田愛実の歌唱による『未来に響け』。
なお、新型コロナウイルス感染拡大を防止する観点から、三重交通G スポーツの杜 伊勢陸上競技場（伊勢市）で開催予定だった開閉会式の規模を大幅縮小し、会場も三重県総合文化センター（津市）に変更した上で、複数のホールをオンラインで結んで開催することが日本スポーツ協会 (JSPO) 国体委員会で承認されていた。
2021年8月18日、三重県は9月4日～21日にかけて開催する会期前競技4種目（水泳、体操、柔道、レスリング）については、感染防止対策を徹底し、医療提供体制への負担をかけないように最大限務めることを前提として無観客開催として当初予定通り実施することを正式に決定。また9月25日以後の本大会については無観客開催をすることを前提として9月4日に開催の判断を最終的に決定することを公式に表明した。
しかしその3日後の2021年8月21日、三重県は新型コロナウイルスの感染拡大を受け、この方針を事実上撤回し、日本スポーツ協会などに対し国体の本大会（会期前競技も含む）および全国障害者スポーツ大会「三重とこわか大会」の開催中止を申し入れると発表した。8月25日、三重県と主催者とのオンライン会合で中止が正式に決定した。
なお、大会を延期して改めて開催する場合は、規定によりすでに5年後までは大会の開催地が内定、3年前に正式決定（ただし、実際には開催予定年度の10年前ぐらいから事実上開催地が内定している）しており、最速でも6年後の2027年以後への延期が予定されていたが、三重県の一見勝之知事は「2027年への延期となる場合、会場の再選定をする必要な競技があるほか、自治体支援などの負担が182億円以上も追加されてしまうので、延期は困難」として、その延期開催も行わず開催そのものを返上することが決まり、史上初の完全欠番大会、つまり幻の国体となった。このため、今後の開催内々定都道府県との交渉により、開催順送りを容認・譲歩しない限りは、2巡目の三重国体の最短開催年度は2035年の第89回大会となる。
なお、国体開催予定時期の9月12日に投開票された、前知事・鈴木英敬の衆議院議員総選挙への立候補に伴う、三重県知事選挙の選挙戦期間中に行った候補者3氏に対する中日新聞津総局による今回の国体中止・延期問題に関連したアンケートによれば、岡野恵美は開催中止を評価して2027年への延期を支持、石川剛は「コロナだから開催すべきではないというのは理解できない。開催すると約束したのに白紙に戻すのは信頼を損ねる」と中止には批判的だったが、延期自体は支持していたのに対し、一見だけは中止を評価するも、延期については唯一態度を示していなかった。今回の2027年への延期なしによる完全中止・欠番大会となったことについては、中止を決議した2021年9月24日の実行委員会に出席した競技団体関係者から「事前の相談もなく、スポーツ団体が軽んじられている」とする批判もあった。
今後について、一見知事は「（国体・障スポとも6年後以後への延期しない代わりとして、）今大会のために建設された施設などの有効活用や、大会に向けて準備してきた競技力を発揮するために、国体の代わりとなる大規模な大会を開催できないかを考えたい」として、大規模大会誘致を検討するように三重県職員に指示したことを明らかにしているほか、「お金（大会の運営費など）のかからない国体（国スポ）もあり得るのではないか」として、今後の国スポの開催時期や国スポ自体の在り方などについても指示し「競技団体や市町村と議論しながらどうするかを考えていきたい」と述べている。
その後、三重県は2023年（令和5年）11月に、2035年の第89回大会を招致する方針を示した。

### 開催予定地など
以下は、2018年（平成30年）12月13日発表の競技名・開催地であるが、コロナ禍のために国体本大会全体が中止となったため、撤回されることになる。
| 競技名               | 競技名                         | 会場地         | 会場                                               |
| -------------------- | ------------------------------ | -------------- | -------------------------------------------------- |
| 総合開閉会式         | 総合開閉会式                   | 津市           | 三重県総合文化センター                             |
| 会期前実施競技       |                                |                |                                                    |
| 水泳                 | 競泳                           | 鈴鹿市         | 三重交通G スポーツの杜 鈴鹿水泳場                  |
| 水泳                 | 飛込                           | 鈴鹿市         | 三重交通G スポーツの杜 鈴鹿水泳場                  |
| 水泳                 | 水球                           | 鈴鹿市         | 三重交通G スポーツの杜 鈴鹿水泳場                  |
| 水泳                 | アーティスティックスイミング   | 鈴鹿市         | 三重交通G スポーツの杜 鈴鹿水泳場                  |
| 水泳                 | オープンウォータースイミング   | 尾鷲市         | 尾鷲市三木里海水浴場                               |
| 体操                 | 体操競技                       | 四日市市       | 四日市市総合体育館                                 |
| 体操                 | 新体操                         | 四日市市       | 四日市市総合体育館                                 |
| 体操                 | トランポリン                   | 四日市市       | 四日市市総合体育館                                 |
| 正式競技             |                                |                |                                                    |
| 陸上競技             | 陸上競技                       | 伊勢市         | 三重交通G スポーツの杜 伊勢陸上競技場              |
| サッカー             | 成年男子                       | 鈴鹿市         | 三重交通G スポーツの杜 鈴鹿サッカー・ラグビー場    |
| サッカー             | 少年男子                       | 四日市市       | 四日市中央陸上競技場                               |
| サッカー             | 少年男子                       | 四日市市       | 四日市市中央フットボール場                         |
| サッカー             | 少年男子                       | 四日市市       | 四日市大学第1グラウンド                            |
| サッカー             | 女子                           | 伊勢市         | 伊勢フットボールヴィレッジ                         |
| サッカー             | 女子                           | 伊賀市         | 上野運動公園競技場                                 |
| テニス               | テニス                         | 四日市市       | 四日市テニスセンター                               |
| テニス               | テニス                         | 四日市市       | 四日市ドーム                                       |
| ボート競技           | ボート競技                     | 大台町         | 奥伊勢湖漕艇場                                     |
| ホッケー             | ホッケー                       | 名張市         | メイハンフィールド                                 |
| ホッケー             | ホッケー                       | 名張市         | 名張市民ホッケー場（はなの里スタジアム）           |
| ボクシング           | ボクシング                     | 志摩市         | 阿児アリーナ                                       |
| バレーボール         | 6人制                          | 津市           | 津市産業・スポーツセンター（サオリーナ）           |
| バレーボール         | 6人制                          | 津市           | 津市安濃中央総合公園内体育館                       |
| バレーボール         | 6人制                          | 津市           | 津市芸濃総合文化センター内アリーナ                 |
| バレーボール         | ビーチバレーボール             | 津市           | 津市御殿場海岸特設会場                             |
| バスケットボール     | バスケットボール               | 津市           | 津市産業・スポーツセンター（サオリーナ）           |
| バスケットボール     | バスケットボール               | 津市           | 津市安濃中央総合公園内体育館                       |
| バスケットボール     | バスケットボール               | 津市           | 津市芸濃総合文化センター内アリーナ                 |
| レスリング           | レスリング                     | 津市           | 津市産業・スポーツセンター（メッセウイング・みえ） |
| セーリング           | セーリング                     | 津市           | 津ヨットハーバー                                   |
| ウエイトリフティング | ウエイトリフティング           | 亀山市         | 亀山市西野公園体育館                               |
| ハンドボール         | 成年男女                       | 鈴鹿市         | AGF鈴鹿体育館                                      |
| ハンドボール         | 成年男女                       | 鈴鹿市         | 三重交通G スポーツの杜 鈴鹿体育館                  |
| ハンドボール         | 少年男子                       | いなべ市       | 員弁運動公園体育館                                 |
| ハンドボール         | 少年男子                       | いなべ市       | いなべ市立北勢中学校体育館                         |
| ハンドボール         | 少年女子                       | 伊賀市         | 三重県立ゆめドームうえの                           |
| 自転車               | トラック・レース               | 四日市市       | 四日市競輪場                                       |
| 自転車               | ロード・レース                 | いなべ市       | いなべ市特設ロードレースコース                     |
| ソフトテニス         | ソフトテニス                   | 鈴鹿市         | 三重交通G スポーツの杜 鈴鹿庭球場                  |
| 卓球                 | 卓球                           | 伊勢市         | 三重県営サンアリーナ                               |
| 軟式野球             | 軟式野球                       | 四日市市       | 四日市市営霞ヶ浦第一野球場                         |
| 軟式野球             | 軟式野球                       | 四日市市       | 四日市市営霞ヶ浦第三野球場（仮称）                 |
| 軟式野球             | 軟式野球                       | 鈴鹿市         | 石垣池公園野球場                                   |
| 軟式野球             | 軟式野球                       | 名張市         | メイハンフィールド                                 |
| 軟式野球             | 軟式野球                       | 亀山市         | 亀山市西野公園野球場                               |
| 軟式野球             | 軟式野球                       | 伊賀市         | 上野運動公園野球場                                 |
| 相撲                 | 相撲                           | 伊勢市         | 三重交通G スポーツの杜 伊勢体育館                  |
| 馬術                 | 馬術                           | 鈴鹿市         | 三重県馬術競技場                                   |
| フェンシング         | フェンシング                   | 鳥羽市         | 鳥羽市民体育館                                     |
| 柔道                 | 柔道                           | 津市           | 津市産業・スポーツセンター（メッセウイング・みえ） |
| ソフトボール         | 成年男子                       | 明和町         | 明和町総合グラウンド                               |
| ソフトボール         | 成年男子                       | 明和町         | 明和中学校第2グラウンド                            |
| ソフトボール         | 成年女子                       | 熊野市         | 山崎運動公園くまのスタジアム                       |
| ソフトボール         | 成年女子                       | 熊野市         | 熊野スカイパーク球場                               |
| ソフトボール         | 少年男子                       | 志摩市         | 長沢野球場                                         |
| ソフトボール         | 少年男子                       | 志摩市         | 長沢多目的広場                                     |
| ソフトボール         | 少年女子                       | 紀北町         | 赤羽公園野球場                                     |
| ソフトボール         | 少年女子                       | 紀北町         | 赤羽公園多目的グラウンド                           |
| バドミントン         | バドミントン                   | 伊勢市         | 三重県営サンアリーナ                               |
| 弓道                 | 近的                           | 名張市         | マツヤマSSKアリーナ特設近的弓道場                  |
| 弓道                 | 遠的                           | 名張市         | 名張中央公園特設遠的弓道場                         |
| ライフル射撃         | 50m、10m・AP                   | 津市           | 三重県営ライフル射撃場                             |
| ライフル射撃         | BR・BP                         | 津市           | 津市一志体育館                                     |
| ライフル射撃         | CP                             | 津市           | 三重県警察学校射撃場                               |
| 剣道                 | 剣道                           | 伊賀市         | 三重県立ゆめドームうえの                           |
| ラグビーフットボール | 7人制成年男子                  | 熊野市         | 山崎運動公園多目的グラウンド                       |
| ラグビーフットボール | 7人制女子、15人制少年男子      | 鈴鹿市         | 三重交通G スポーツの杜 鈴鹿サッカー・ラグビー場    |
| スポーツクライミング | リード                         | 菰野町         | 菰野町体育センター南側グラウンド                   |
| スポーツクライミング | ボルダリング                   | 菰野町         | 菰野町体育センター                                 |
| カヌー               | スプリント                     | 四日市市       | 伊坂ダム特設カヌー競技場                           |
| カヌー               | スラローム、ワイルドウォーター | 松阪市、多気町 | 櫛田川特設カヌー競技場                             |
| アーチェリー         | アーチェリー                   | 松阪市         | 松阪市総合運動公園芝生広場                         |
| 空手道               | 空手道                         | 四日市市       | 四日市市総合体育館                                 |
| クレー射撃           | クレー射撃                     | 伊賀市         | 三重県上野射撃場                                   |
| なぎなた             | なぎなた                       | 津市           | 津市久居体育館                                     |
| ボウリング           | ボウリング                     | 津市           | 津グランドボウル                                   |
| ゴルフ               | 成年男子                       | 四日市市       | 四日市カンツリー倶楽部                             |
| ゴルフ               | 少年男子                       | 鈴鹿市         | 鈴峰ゴルフ倶楽部                                   |
| ゴルフ               | 女子                           | 桑名市         | 桑名カントリー倶楽部                               |
| トライアスロン       | トライアスロン                 | 志摩市         | 志摩市浜島海浜公園特設会場                         |
| 特 別 競 技          |                                |                |                                                    |
| 高等学校野球         | 硬式                           | 津市           | 津球場公園内野球場                                 |
| 高等学校野球         | 硬式                           | 伊勢市         | ダイムスタジアム伊勢                               |
| 高等学校野球         | 軟式                           | 松阪市         | 三重県営松阪野球場                                 |
| 公 開 競 技          |                                |                |                                                    |
| 綱引                 | 綱引                           | 名張市         | マツヤマSSKアリーナ                                |
| 武術太極拳           | 武術太極拳                     | 桑名市         | ヤマモリ体育館                                     |
| パワーリフティング   | パワーリフティング             | 朝日町         | 朝日町体育館                                       |
| ゲートボール         | ゲートボール                   | 松阪市         | 松阪市総合運動公園多目的グラウンド                 |
| グラウンドゴルフ     | グラウンドゴルフ               | 紀北町         | 赤羽公園野球場                                     |
| グラウンドゴルフ     | グラウンドゴルフ               | 紀北町         | 赤羽公園多目的グラウンド                           |
| グラウンドゴルフ     | グラウンドゴルフ               | 紀北町         | 赤羽小・中学校運動場                               |

### 代替イベント
陸上競技については代替イベントとして陸上競技大会「東海フレンドシップゲーム」が2021年10月17日に三重交通Gスポーツの杜伊勢陸上競技場で開催された。「東海フレンドシップゲーム」は陸上競技51種目で開催され東海5県（三重、愛知、岐阜、静岡、長野）の選手とオープン参加の選手の計274人の選手がエントリーした。大会は無観客でゼッケンや表彰状などは国体での使用が予定されていたものが使用された。

## 全国障害者スポーツ大会
全国障害者スポーツ大会「三重とこわか大会」は、三重県にて2021年（令和3年）10月23日から25日の3日間の会期で開催予定であった。大会史上初めて、障害者の移動支援ボランティアを募集した。
2021年8月25日、三重県と主催者は新型コロナウイルスの感染拡大を受け、三重とこわか国体と共に当大会の開催を中止すると発表した。
実施競技と会場は下記のとおりであった。
| 競技名      | 競技名                     | 競技名                 | 競技名   | 会場地                       | 会場                                            |
| ----------- | -------------------------- | ---------------------- | -------- | ---------------------------- | ----------------------------------------------- |
| 個 人 競 技 |                            | 陸上競技               | 身 知    | 伊勢市                       | 三重交通G スポーツの杜 伊勢陸上競技場           |
| 個 人 競 技 |                            | 水泳                   | 身 知    | 鈴鹿市                       | 三重交通G スポーツの杜 鈴鹿水泳場               |
| 個 人 競 技 |                            | アーチェリー           | 身       | 松阪市                       | 松阪市総合運動公園芝生広場                      |
| 個 人 競 技 |                            | 卓球                   | 身 知 精 | 伊勢市                       | 三重県営サンアリーナ                            |
| 個 人 競 技 | （サウンドテーブルテニス） | 身                     |          | 伊勢市                       | 三重県営サンアリーナ                            |
| 個 人 競 技 |                            | フライングディスク     | 身 知    | 東員町                       | 東員町スポーツ公園陸上競技場                    |
| 個 人 競 技 |                            | ボウリング             | 知       | 津市                         | 津グランドボウル                                |
| 個 人 競 技 |                            | ボッチャ               | 身       | 伊勢市                       | 三重県営サンアリーナ                            |
| 団 体 競 技 |                            | バスケットボール       | 知       | 津市                         | 津市産業・スポーツセンター（サオリーナ）        |
| 団 体 競 技 |                            | 車いすバスケットボール | 身       | 津市                         | 津市産業・スポーツセンター（サオリーナ）        |
| 団 体 競 技 |                            | ソフトボール           | 知       | 紀北町                       | 赤羽公園野球場                                  |
| 団 体 競 技 | 赤羽公園多目的グラウンド   | ソフトボール           | 知       | 紀北町                       |                                                 |
| 団 体 競 技 |                            | グランドソフトボール   | 身       | 明和町                       | 明和中学校第2グラウンド                         |
| 団 体 競 技 |                            | バレーボール           | 身 知    | 四日市市                     | 四日市市総合体育館                              |
| 団 体 競 技 | 精                         | バレーボール           | 津市     | 津市安濃中央総合公園内体育館 |                                                 |
| 団 体 競 技 |                            | サッカー               | 知       | 鈴鹿市                       | 三重交通G スポーツの杜 鈴鹿サッカー・ラグビー場 |
| 団 体 競 技 |                            | フットベースボール     | 知       | 志摩市                       | 長沢野球場                                      |
| 団 体 競 技 | 長沢多目的広場             | フットベースボール     | 知       | 志摩市                       |                                                 |

正式競技のほかに、オープン競技としてスポーツ吹矢、ハンザクラスセーリングが実施される予定であったが、中止となった。